# Telectu
Telectu é um duo constituído por Jorge Lima Barreto (sintetizadores, piano, objectos electrónicos, metalofone, computador de ritmos, controlador de sopro, Dom DeLouise: litofone) e Vitor Rua (guitarras eléctricas e electrónicas, Chapman Stick, processadores de efeitos e outros objectos mais ou menos electrónicos).
Telectu é um grupo de música improvisada, minimalista, mimética, concreta, electrónica e acusmática. Jorge Lima Barreto e Vitor Rua, colaboraram ao longo dos últimos trinta anos com a fina flor da música avant-garde europeia, sendo de destacar o baterista Eddie Prévost, Elliot Sharp, Chris Cutler, Louis Sclavis, Sunny Murray, Paul Lytton, Evan Parker, Han Bennink, Gunter Muller, John Butcher, John Edwards, Tom Chant, ou o multi-instrumentista Jac Berrocal.
https://www.wook.pt/livro/enciclopedia-da-musica-em-portugal-no-seculo-xx-salwa-el-shawan-castelo-branco/7419322
https://www.wook.pt/livro/historia-da-musica-portuguesa-joao-de-freitas-branco/65404

Jorge Lima Barreto nasceu em Vinhais, em 1949 e faleceu em Lisboa em 2011. Começou por tocar de um modo autodidacta piano e órgão, na infância. Mais tarde, paralelamente à frequência do curso de Ciências Histórico-Filosóficas (Faculdade de Letras da Universidade do Porto) ingressou na Juventude Musical Portuguesa. Em 1973 licenciou-se em História de Arte, com a tese “Estruturo-análise duma obra de Arte” e o seu percurso académico culminou em 2010 na obtenção do grau de doutor em Ciências da Comunicação, especialização em Comunicação e Cultura com a tese “Estética da Comunicação Musical – A Improvisação”, apresentada à Universidade Nova de Lisboa. Pianista, musicólogo e performer, Jorge Lima Barreto legou-nos uma produção incontornável de escritos sobre música, fruto da sua actividade enquanto jornalista, crítico e conferencista. Enquanto músico prático, a sua extensa discografia fala por si: Jorge Lima Barreto foi precursor de várias gramáticas musicais em Portugal e procurou manter-se sempre a par dos desenvolvimentos tecnológicos no campo da música, esbatendo as fronteiras entre a música erudita, experimental e popular. Foi o elemento fundador da Anard Band (1972) juntamente com Rui Reininho e em 1982 formou com Vítor Rua o Telectu, projecto duradouro que incorporou elementos musicais do jazz, electrónica, minimalismo e música concreta. Mais recentemente, Jorge Lima Barreto dedicou-se a um novo projecto com o nome Zul Zelub, que fundou com Jonas Runa – doutorado em música electrónica - com o intuito de praticar uma “música aberta, com inflexões de jazz vanguardista, música improvisada com embrulho electrónico”.
http://mic.pt/dispatcher?where=0&what=2&show=0&pessoa_id=157&lang=PT

Vítor Rua nasceu em Mesão Frio em 1961. Improvisador, compositor e videasta. Músico autodidacta, estudou guitarra na Escola de Música Duarte Costa de 1974 a 1976 em curso leccionado por José Pina, no Porto. A partir de 1971, iniciou actividade profissional integrando conjuntos executantes de covers de pop-rock e criando grupos de rock para executar originais. Entre 1976 e 1977, integrou o grupo King Fisher’s Band, e, dois anos depois, fundou, com Alexandre Soares, os GNR. Com esta banda deu vários concertos, destacando-se o derradeiro no Festival de Vilar de Mouros de 1982. Nesse ano, conheceu Jorge Lima Barreto, cuja influência terá sido decisiva para a sua mudança definitiva de rumo musical. Juntos formaram o grupo Telectu, um dos primeiros em Portugal a dedicar-se à música electrónica improvisada. Recentemente, tem composto para teatro, dança e cinema. Desempenhando várias funções em diferentes actividades artísticas , a sua acção pautou-se pelo cruzamento e aproximação de diferentes domínios da música. A sua carreira constitui igualmente o paradigma do músico que, iniciando actividade no âmbito do pop-rock, foi progressivamente aproximando-se dos círculos e das práticas de produção erudita. “De certo modo, sinto que existe, e é bastante grande, uma ligação, ou pelo menos uma interacção entre a improvisação e a composição, uma espécie de ping-pong entre as duas coisas. (…) Na composição, uma pessoa tem que saber sempre quando é que está terminado ou quando é que ainda se pode corrigir (…), mesmo que se componha em tempo real. (…) Na improvisação, acho que o melhor que vem da composição é a racionalidade de uma pessoa estar a improvisar como se estivesse a compor. E, por outro lado, na composição, todas aquelas liberdades intuitivas, espontâneas, e coisas que surgem do contacto com os instrumentos e a improvisação, foram-me muito úteis no trabalho de compositor.” 
http://mic.pt/dispatcher?where=0&what=2&show=0&pessoa_id=167&lang=PT
https://www.wook.pt/livro/historia-da-musica-portuguesa-joao-de-freitas-branco/65404

## História
Pioneiro da música minimal repetitiva em Portugal, o projecto que juntou Jorge Lima Barreto e Vitor Rua (à altura ainda guitarrista nos GNR) começou na Bienal de Artes Plásticas de Cerveira em 1982 e, no mesmo ano, deu o primeiro fruto, Ctu Telectu, com a chancela da EMI.
O duo Telectu não se extinguiu em 2011 com a morte de Jorge Lima Barreto, homem que deixou vasta literatura abordando todo o tipo de música em Portugal, tendo continuado com Vítor Rua, António Duarte e Ilda Teresa Castro, dando concertos pelo Mundo interpretando obras do período minimalista (1983-1987)

## Discografia (parcial)
- 1982 Ctu Telectu, LP, Valentim De Carvalho, EMI - contém nove temas inspirados na ficção científica de Philip K. Dick que conheceram edição em CD em 2008.
- 1983 Belzebu, LP, Ediçao Cliché[2]
- 1984 Off Off, 2xLP, 3 Macacos[2]
- 1984 Performance IV Bienal De Cerveira, LP, 3 Macacos
- 1985 Telefone – Live Moscow, LP, Telectu, 1985
- 1985 Fundação, LP, 3 Macacos
- 1986 Halley, LP, CNC/Altamira[2]
- 1987 Rosa-Cruz, LP, not on label (possibly: 3 Macacos)[2]
- 1988 Camerata Elettronica, 2xLP, Ama Romanta
- 1988 Mimesis, LP, Schiu!/Transmédia
- 1990 Digital Buiça, LP, Tragic Figures
- 1990 Encounters II / Labirintho 7.8, LP, Mundo Da Canção
- 1990 Live at the Knitting Factory New York City, LP, Mundo Da Canção
- 1992 Evil Metal (with Elliott Sharp),  CD, Área Total
- 1993 Belzebu/Off Off, CD, AnAnAnA
- 1993 Theremin Tao, CD, SPH
- 1994 Biombos, CD, China Record Corporation
- 1995 Jazz Off Multimedia,  CD, AnAnAnA
- 1995 Telectu-Cutler-Berrocal, CD, Fábrica De Sons
- 1997 À Lagardère w/ Jac Berrocal, CD, Numérica
- 1998 Prélude, Rhapsodie & Coda, CD, Nova Musica
- 2002 Quartetos, 3xCD, Clean Feed